# Charles-Omer Garant
Charles-Omer Garant (* 9. Juli 1899 in Notre-Dame-de-Lévis; † 21. Oktober 1962) war ein kanadischer römisch-katholischer Geistlicher und Weihbischof in Québec.

## Leben
Charles-Omer Garant empfing am 10. Mai 1923 durch den Erzbischof von Québec, Louis-Nazaire Kardinal Bégin, das Sakrament der Priesterweihe.
Am 24. April 1948 ernannte ihn Papst Pius XII. zum Titularbischof von Zorolus und zum Weihbischof in Québec. Der Apostolische Delegat in Kanada, Erzbischof Ildebrando Antoniutti, spendete ihm am 29. Juni desselben Jahres die Bischofsweihe; Mitkonsekratoren waren der Erzbischof von Québec, Maurice Roy, und der Bischof von Trois-Rivières, Georges Léon Pelletier.